# Trzy Przełomy Jangcy

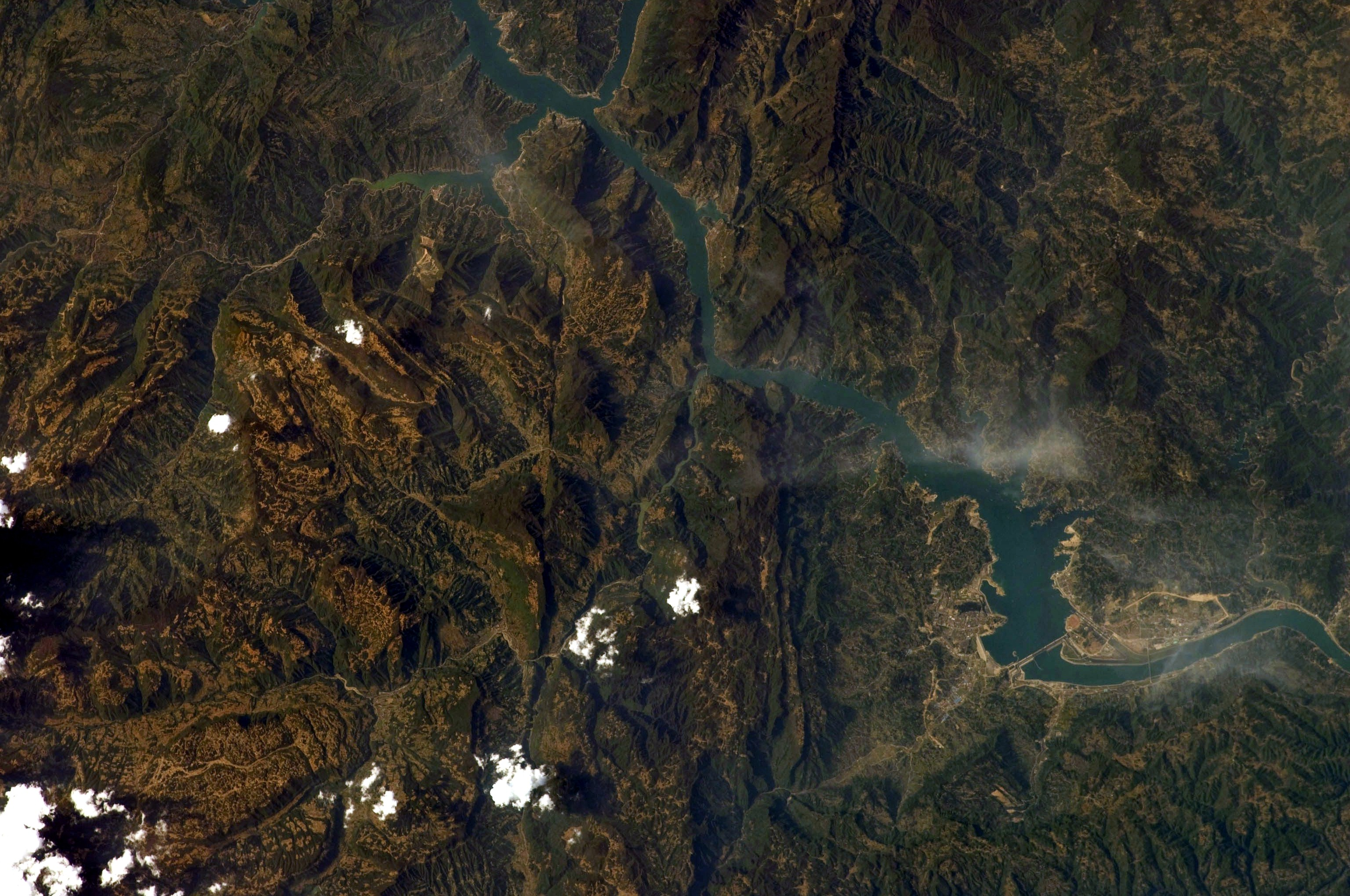
Przełom Trzech Wąwozów z widoczną zaporą

Trzy Przełomy Jangcy (chin. upr.: 长江三峡; chin. trad.: 長江三峽; pinyin: Cháng Jiāng Sānxiá) – przełomowy odcinek środkowego biegu rzeki Jangcy przez góry Wu Shan, w Chinach, między dzielnicą Wanzhou w Chongqing i miastem Yichang. Odcinek ten ma długość ok. 200 km, składa się z trzech wąwozów: Qutang Xia, Wu Xia oraz Xiling Xia, oddzielonych dolinami Daning He i Xiangxi. Szerokość koryta rzeki w wąwozach rozciąga się od 100 do 300 m.